# Die Abenteuer von Petrow und Wassetschkin
Die Abenteuer von Petrow und Wassetschkin (russisch Приключения Петрова и Васечкина, обыкновенные и невероятные/ Prikljutschenija Petrowa i Wassetschkina, obyknowennyje i newerojatnyje) ist ein sowjetischer Kinderfilm aus dem Jahr 1983.

## Handlung
Mascha ist die beste Schülerin der Schule. Im Unterricht erhält sie einen anonymen Liebesbrief. Sie überlegt, von wem dieser sein könnte. Währenddessen muss Petrow an die Schreibtafel kommen, und einen Satz schreiben. Er schreibt diesen voller Fehler. Mascha hat unterdessen den Liebesbrief auf Rechtschreibfehler korrigiert. Als sie diesen nun mit den Fehlern vergleicht, die Petrow gemacht hat, wird ihr sofort klar, dass der Brief von ihm kommt. Sie lässt ihn daraufhin kühl abblitzen. Er sollte erst mal richtig schreiben lernen.
Wassetschkin will seinem Freund Petrow helfen. Sie haben Der Widerspenstigen Zähmung gelesen. Genau wie in dem Stück wollen sie Mascha zähmen. Doch Mascha ist viel zu schlau, um nicht den Plan der Jungs zu durchschauen. Frustriert laufen sie träumend durch die Straßen und stellen sich vor, was wäre, wenn sie besondere Kräfte hätten. Dabei stoßen sie auf einen seltsamen Mann. Es stellt sich heraus, dass dieser Zauberkräfte hat. Er gewährt den Jungen zusammen drei Wünsche. Petrow wünscht sich der stärkste Mann auf der Welt zu sein, und Wassetschkin möchte nur noch Einsen bekommen. Der dritte Wunsch wird ihnen noch nicht gewährt, diesen sollen sie sich gut überlegen.
Und tatsächlich sind die Wünsche in Erfüllung gegangen. Die unglaubliche Stärke stellt sich für Petrow allerdings bald als eher nachteilig heraus. Und auch Wassetschkin hat keine Freude an seinem Wunsch. Zwar hat er nur noch Einsen, doch ist er tatsächlich nicht schlauer geworden. Und auch Mascha zeigt sich nicht beeindruckt von den neuen Fähigkeiten der Jungs. Diese wollen schließlich wieder wie vorher sein, doch der Zauberer ist verschwunden. Und wie soll der Wunsch nur richtig formuliert werden? Da hilft ihnen Mascha, und die Jungs verlieren ihre Fähigkeiten wieder.
Die Französisch-Klasse führt Rotkäppchen in französischer Sprache auf. Mascha spielt das Rotkäppchen. Eigentlich sollte Petrow den Wolf spielen. Doch weil dieser sich krankgemeldet hatte, um bei einer Klassenarbeit zu schwänzen, übernimmt Wassetschkin die Rolle. Als Petrow dies mitbekommt, schleicht er sich zur Aufführung. Und so sieht sich Rotkäppchen plötzlich zwei Wölfen gegenüber. Nachdem die beiden Jungs die Vorstellung geschmissen haben, haben diese bei Mascha noch weniger Chancen.
Während die Jungs eine Strafarbeit verrichten müssen, wird Mascha gleich dreimal ausgezeichnet. Als beste Sportlerin der Schule, als beste Schülerin in Französisch und als beste Schülersanitäterin. Die Jungs schwören daraufhin Rache. Doch wie sollen sie nur gegen Mascha ankommen? Beim Badeausflug der Klasse scheint die Lösung da zu sein. Petrow soll vortäuschen, dass er ertrinkt. Wassetschkin will ihn daraufhin retten. So würde er eine Rettungsmedaille erhalten, und die Aufmerksamkeit gelte einmal ihnen und nicht Mascha. Doch der Plan misslingt, und so ist es wieder Mascha, die am Ende beide Jungs rettet.
Und schon wieder wird Mascha ausgezeichnet. Diesmal mit einer Rettungsmedaille. Die Jungs sehen ein, dass sie Mascha nicht übertrumpfen können. Stattdessen besinnen sie sich auf ihre Fähigkeiten. Während sie wieder eine Strafarbeit verrichten müssen, nutzen sie die Gelegenheit und verschönern das Klassenzimmer, indem sie es tapezieren. Und da endlich gewinnen sie auch die Aufmerksamkeit von Mascha.